# Balinț (gemeente)
Balinț (Duits: Balintz, Hongaars: Bálinc) is een gemeente in het Roemeense district Timiș en ligt in de regio Banaat in het westen van Roemenië. De gemeente telt 1658 inwoners (2005) en is vernoemd naar de plaats Balinț.

## Geschiedenis
In 1890 werd de gemeente Balinț opgericht.

## Geografie
De oppervlakte van Balinț bedraagt 55,6 km², de bevolkingsdichtheid is 30 inwoners per km².
De gemeente bestaat uit de volgende dorpen: Balinţ, Bodo, Fădimac, Târgoviște.

## Demografie
Op 1 januari 2005 had Balinț 1658 inwoners, van wie 782 mannen waren en 876 vrouwen waren. Op 31 december 2004 telde de gemeente 824 huishoudens. In 2002 was 66,98% Roemeens-orthodox, 22,91% gereformeerd en 3,53% rooms-katholiek. De gemiddelde leeftijd in Balinț is 43,90 jaar. De mannen in Balinț zijn gemiddeld 41,86 jaar en de vrouwen 45,92 jaar.
Onderstaande figuur toont het verloop van het inwoneraantal van Balinț vanaf 1880.

### Hongaarse gemeenschap
In de periode 1892-1894 liet het Hongaars ministerie van Landbouw 89 families uit Kispereg (roemeens: Peregu Mic) en 66 families uit Makó overkomen om het dorp Bodo (Nagybodófalva) te stichten. Het dorp groeide snel en had in 1900 al 1328 inwoners, 10 Roemenen en 1304 Hongaren. In 1910 waren er meer dan 1500 inwoners, daarna liep het bevolkingsaantal terug. In 1945 en 1982 verhuisden er nogmaals Hongaarse families naar het dorp. Onder het socialistische regime van Roemenië kwam het dorp in de jaren '80 op de lijst te staan van dorpen die zouden moeten worden gesloopt in het kader van de systematiseringspolitiek van Ceausescu. Met de val van het communisme was die dreiging verdwenen. De ontvolking ging echter wel door. In 2011 had het dorp nog slechts 481 inwoners, 144 Roemenen en 308 Hongaren.

## Politiek
De burgemeester van Balinț is Dănuț Crașovan (PSD). Balinț heeft een samenwerkingsband met de Hongaarse stad Makó.

Onderstaande staafgrafiek toont de uitslagen van de gemeenteraadsverkiezingen van 20 juni 2004, naar stemmen per partij. 

## Onderwijs
De gemeente telt 4 basisscholen in Balinț, Bodo, Fădimac en Târgoviște en 3 kinderdagverblijven in Balinț, Bodo en Târgoviște.
Balinț · Banloc · Bara · Bârna · Beba Veche · Becicherecu Mic · Belinț · Bethausen · Biled · Birda · Bogda · Boldur · Brestovăț · Cărpiniș · Cenad · Cenei · Checea · Chevereșu Mare · Comloșu Mare · Coșteiu · Criciova · Curtea · Darova · Denta · Dudeștii Noi · Dudeștii Vechi · Dumbrava · Dumbrăvița · Fibiș · Fârdea · Foeni · Gavojdia · Ghilad · Ghiroda · Ghizela · Giarmata · Giera · Giroc · Giulvăz · Gottlob · Iecea Mare · Jamu Mare · Jebel · Lenauheim · Liebling · Lovrin · Margina · Mașloc · Mănăștiur · Moravița · Moșnița Nouă · Nădrag · Nițchidorf · Ohaba Lungă · Orțișoara · Parța · Pădureni · Peciu Nou · Periam · Pietroasa · Pișchia · Racovița · Remetea Mare · Sacoșu Turcesc · Saravale · Satchinez · Săcălaz · Secaș · Sânandrei · Sânmihaiu Român · Sânpetru Mare · Șag · Şandra · Știuca · Teremia Mare · Tomești · Tomnatic · Topolovățu Mare · Tormac · Traian Vuia · Uivar · Valcani · Variaș · Victor Vlad Delamarina · Voiteg